# Jossigny
Jossigny est une commune française située dans le département de Seine-et-Marne, en région Île-de-France.

## Géographie

### Localisation
Jossigny est une commune localisée dans le canton de Thorigny-sur-Marne et dans l'arrondissement de Torcy, située à environ 6,9 kilomètres par la route, au sud  de Lagny-sur-Marne. Elle est proche du parc à thèmes Disneyland Paris (environ 7,1 kilomètres).
La commune fait partie du périmètre de la ville nouvelle de Marne-la-Vallée, dans le secteur III Val de Bussy. Elle fait également partie de la Communauté d'agglomération de Marne et Gondoire.

### Géologie et relief
L'altitude de la commune varie de 107 mètres à 149 mètres pour le point le plus haut, le centre du bourg se situant à environ 128 mètres d'altitude (mairie). Elle est classée en zone de sismicité 1, correspondant à une sismicité très faible.

### Hydrographie
Le système hydrographique de la commune se compose de quatre cours d'eau référencés :
- la Gondoire, longue de 12,11 km[4] ;
  - le ru des Gassets, 5,01 km[5], affluent de la Gondoire ;
- le fossé 01 du Bois Ripault, 1,36 km[6], qui conflue avec le ru du Gibet ;
- le ru des Monbarres, 12,66 km[7], affluent de la Marsange.

La longueur totale des cours d'eau sur la commune est de 6,23 km.

### Climat
Pour des articles plus généraux, voir Climat de l'Île-de-France et Climat de Seine-et-Marne.
En 2010, le climat de la commune est de type climat océanique dégradé des plaines du Centre et du Nord, selon une étude du CNRS s'appuyant sur une série de données couvrant la période 1971-2000. En 2020, Météo-France publie une typologie des climats de la France métropolitaine dans laquelle la commune est exposée à un climat océanique altéré et est dans la région climatique Nord-est du bassin Parisien, caractérisée par un ensoleillement médiocre, une pluviométrie moyenne régulièrement répartie au cours de l’année et un hiver froid (3 °C).
Pour la période 1971-2000, la température annuelle moyenne est de 10,7 °C, avec une amplitude thermique annuelle de 15,1 °C. Le cumul annuel moyen de précipitations est de 728 mm, avec 11 jours de précipitations en janvier et 7,8 jours en juillet. Pour la période 1991-2020, la température moyenne annuelle observée sur la station météorologique la plus proche, située sur la commune de Torcy à 8 km à vol d'oiseau, est de 12,1 °C et le cumul annuel moyen de précipitations est de 716,4 mm,. Pour l'avenir, les paramètres climatiques de la commune estimés pour 2050 selon différents scénarios d'émission de gaz à effet de serre sont consultables sur un site dédié publié par Météo-France en novembre 2022.

### Milieux naturels et biodiversité

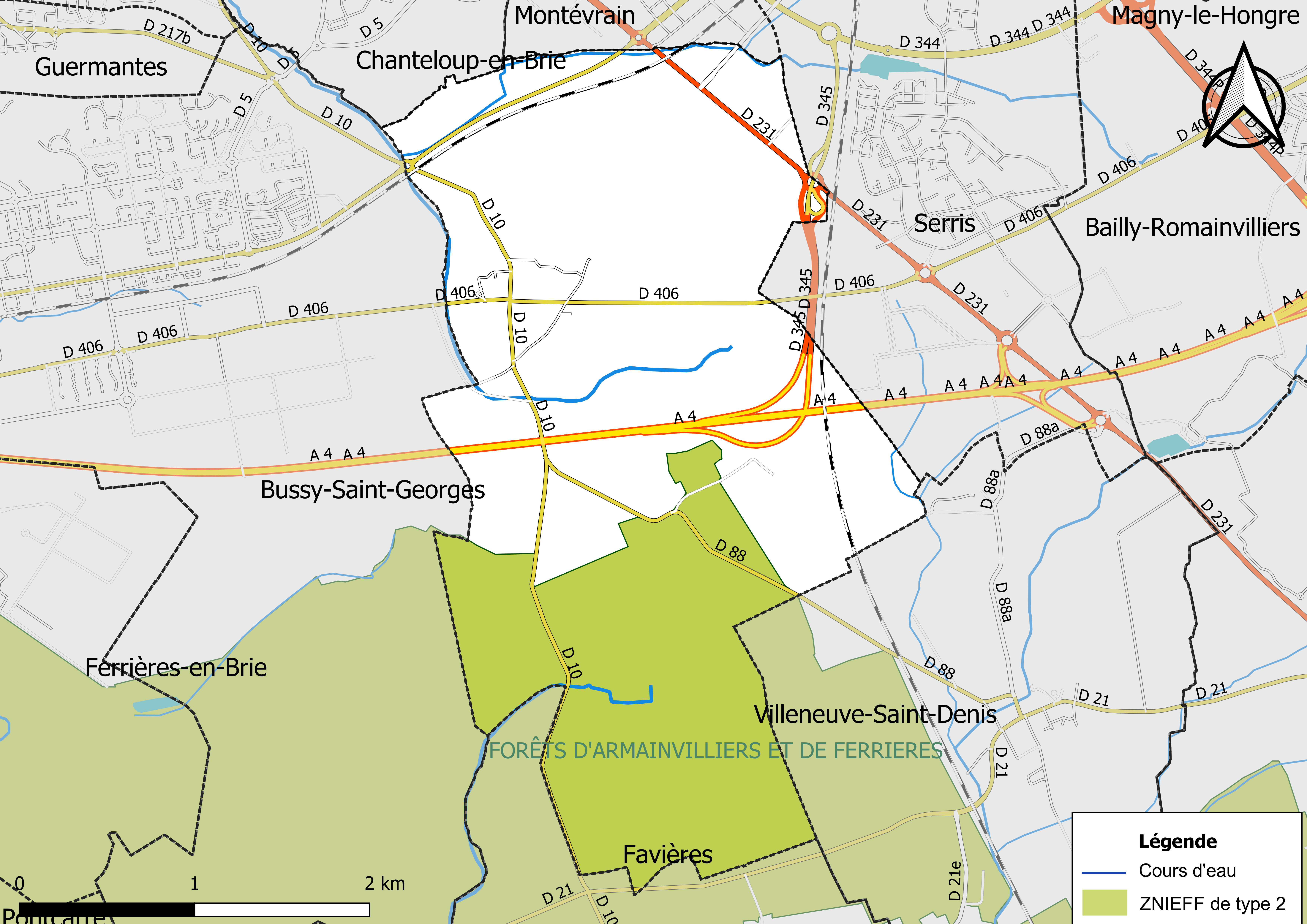
Carte des ZNIEFF de type 2 localisées sur la commune.

L’inventaire des zones naturelles d'intérêt écologique, faunistique et floristique (ZNIEFF) a pour objectif de réaliser une couverture des zones les plus intéressantes sur le plan écologique, essentiellement dans la perspective d’améliorer la connaissance du patrimoine naturel national et de fournir aux différents décideurs un outil d’aide à la prise en compte de l’environnement dans l’aménagement du territoire.
Le territoire communal de Jossigny comprend une ZNIEFF de type 2,,, 
les « forêts d'Armainvilliers et de Ferrières » (5 682,94 ha), couvrant 12 communes du département.

## Urbanisme

### Typologie
Au 1er janvier 2024, Jossigny est catégorisée ceinture urbaine, selon la nouvelle grille communale de densité à sept niveaux définie par l'Insee en 2022.
Elle est située hors unité urbaine. Par ailleurs la commune fait partie de l'aire d'attraction de Paris, dont elle est une commune de la couronne,. Cette aire regroupe 1 929 communes,.

### Occupation des sols
En 2018, le territoire de la commune se répartit en 54,6 % de terres arables, 34,7 % de forêts, 5,6 % de zones industrielles commercialisées et réseaux de communication et 5,1 % de zones urbanisées,.

### Lieux-dits et écarts
La commune compte 31 lieux-dits administratifs répertoriés consultables ici dont Belle-Assise, Bois Ripault, Collinières, Demi Muid, Mauperthuis.

### Logement
En 2016, le nombre total de logements dans la commune était de 277 dont 84,9 % de maisons et 14,4 % d’appartements.
Parmi ces logements, 89,5 % étaient des résidences principales et 10,5 % des logements vacants. 
La part des ménages fiscaux propriétaires de leur résidence principale s’élevait à 73 % contre 24,5 % de locataires,, dont 6,4 % de logements HLM loués vides (logements sociaux) et, 2,4 % logés gratuitement.

### Voies de communication et transports

#### Transports
La commune est desservie par les lignes 2220, 2222, 2228, 2292 et d'un bus de soirée du réseau de bus de Marne-la-Vallée.
Depuis avril 2024, la commune est desservie en soirée par le bus Soirée Marne-la-Vallée - Chessy, permettant de relier la gare de Marne la vallée Chessy.

## Toponymie
Le nom de la localité est mentionné sous les formes Jaussegné en 1203 ; Gausiniacum en 1213 ; Jausseniacum et Jausseigniacum en 1229 ; Jauxeniacum en 1234 ; Jaxigniacum en 1235 ; Jauxigniacum en 1255 ; Jauxiniacum en 1276 ; Jaussigny in decanatu Latiniaci au XIIIe siècle ; Jaussigniacum en 1325 ; Ecclesia de Jauxeniaco en 1334 ; Jaucegnis en 1344 ; Jaussigny en 1387 ; Jaussignis en 1392 ; Jauxigniz en 1394 ; Jauxigny en 1408 ; Jauceignis en 1409 ; Jaussignys en 1410 ; Jauxignis en 1416 ; Jaussigny en Brie en 1446 ; Jaussignies en 1448 ; Jossignies en 1456 ; Jossenis en 1488 ; Joussigny et Jaussegniz en 1493 ; Jausignys en Brye en 1517 ; Jaussignys en Brye en 1537 ; Jossigny en Brye en 1540 ; Joussigny en 1553 ; Le fief de Josigny scitué en Brie en 1672.

## Histoire
Jossigny est mentionnée au XIIIe siècle sous le nom de Jaussegne. L'ancien manoir, propriété des Orgemont, fut remplacé en 1743 par un château construit par le comte de Graviers, conseiller au Parlement de Paris. Son dernier propriétaire, le baron de Roig, en a fait don à l'État. Église à la collation de l'abbé de Sainte-Geneviève de Paris. La terre de Jossigny appartenait depuis un temps immémorable à l’abbaye Sainte-Geneviève de Paris, ceci attesté par une bulle du pape Alexandre II (1061-1073) qui confirmait les biens de cette abbaye.
Dans la seconde copie du testament de Saint-Rémi, évêque de Reims, inséré par Flodoard (historien, 894-966) dans son histoire, il est écrit que Clovis donna à sainte Geneviève la terre de Grusiniacum. Comme ce nom ne saurait s’appliquer à aucun autre lieu des environs, on peut penser qu’il y avait erreur de la part du copiste, qu’il fallait lire Jausiniacum, et que c’est de Jossigny qu'il est question dans cet acte. Si ce fait était vrai, l’origine de Jossigny semblerait remonter à l’époque de Clovis Ier ; mais comme il n’est question de Gausiniacum que dans un ajout au testament et non dans le testament lui-même, il est plus que probable que ce n’est pas à la personne de sainte Geneviève que la terre de Jossigny a été donnée, mais bien à son église, soit par Clovis II (635-657) ou III, soit par Louis Ier le Pieux (778-840) ou même Louis II (846-879). Il est certain que, bien avant l’an 1170, les chanoines de l’église Sainte-Geneviève de Paris avaient des possessions à Jossigny, puisqu’à cette époque ils firent un accord avec les détenteurs du fief de Jossigny, à l’occasion du droit de brenage. C’est ainsi que l’on nommait le droit qu’avaient les chevaliers d’exiger des gros décimateurs une certaine quantité de grosse farine pour nourrir leurs chiens de chasse.
Petit à petit, l’abbaye s’enrichissait et s’agrandissait par des donations ; ainsi en 1227, Guy du Port donna au couvent de Sainte-Geneviève et à toute la communauté de Jossigny, « un arpent de marnière qui allait de Jossigny à Fontenelle avec toute justice et autres droits ». De même, Armand de Chanteloup légua 12 arpents de terre, Simon de Lizy 23 arpents et Jean de Bailly le cinquième de ses terres. Les habitants de Jossigny paraissent avoir été affranchis, comme la plupart des « hommes de corps » des autres églises, vers le milieu du XIIIe siècle, moyennant certaines redevances. Ce village fut, au XVe siècle, comme les autres villages voisins, complètement dévasté par les guerres civiles, au point qu’il était devenu presque inhabitable.
Pendant les guerres de Religion, Jossigny eut beaucoup à souffrir du pillage des soldats qui y ont séjourné. L’église fut dévastée et beaucoup de maisons furent incendiées.

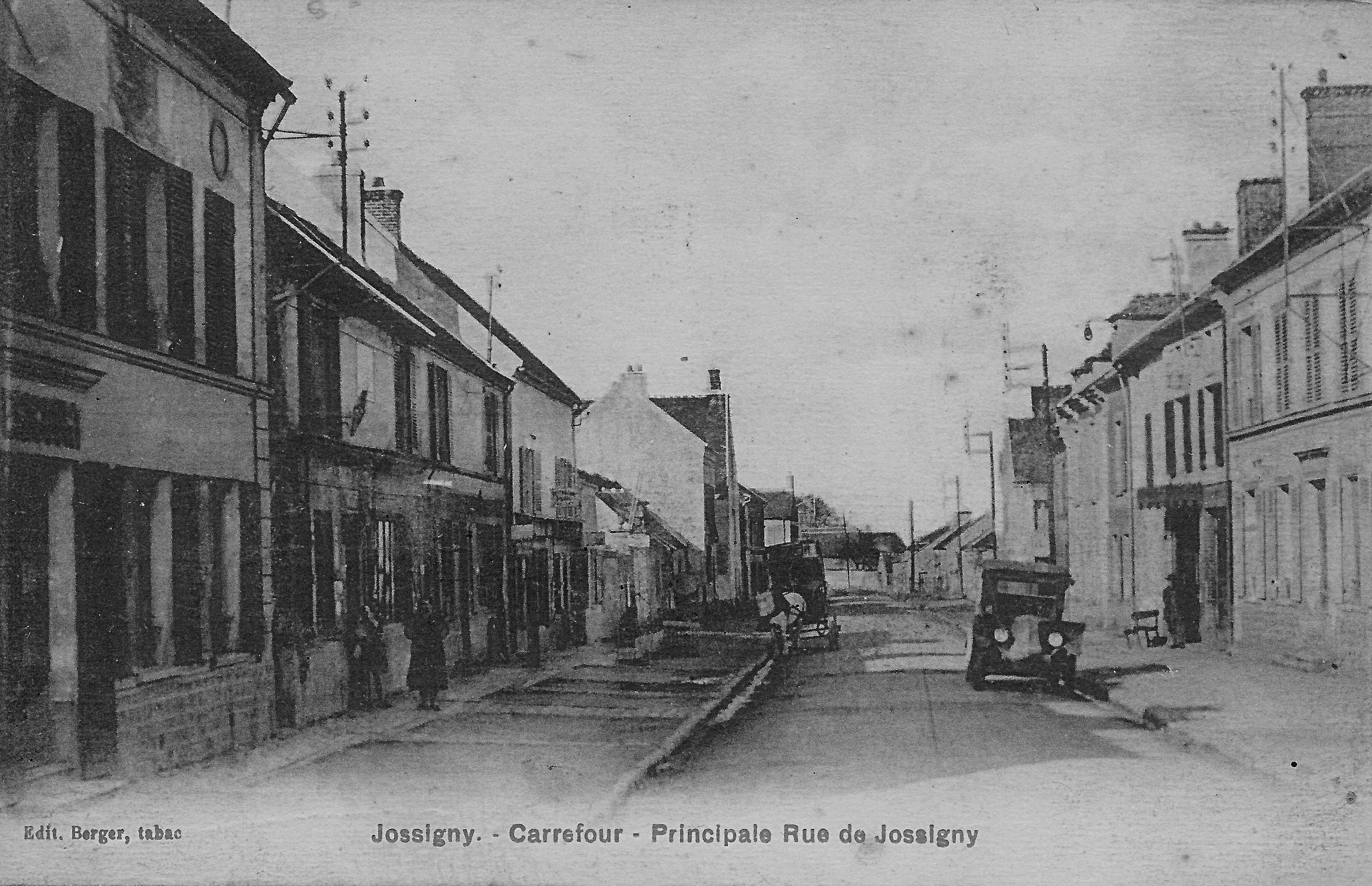
La rue principale au début du XXe siècle.

Avant la Révolution, plusieurs fiefs, qui relevaient directement des religieux de Sainte-Geneviève, existaient dans la commune. monsieur de Bragelongne, doyen de la cour des aides, possédait, dès l’an 1550, une maison de plaisance avec parc. Leconte des Graviers possédait vers l’an 1700 les terres du Bois Ripault et du Demi Muid (derrière la ferme les Collinières et de part et d’autre de la ligne TGV actuelle) dont il s’instituait le seigneur. En 1705, il épousa Mlle de Bragelongne et fit construire le château actuel. Le fief du Bout du Four et de Mauperthuis (à la sortie du village, rue de Lagny) appartenait en 1737 à André Frain, seigneur de Mauperthuis.
Après la Révolution, Leconte des Graviers accepta les idées nouvelles ; il n’émigra pas et put ainsi conserver intactes ses propriétés. C’était un homme philanthrope et très estimé de la population. Au cours du XIXe siècle, par sa position géographique, le village eut beaucoup à souffrir des différentes invasions.

## Politique et administration

### Liste des maires
| Période                                  | Période  | Identité         | Étiquette | Qualité |
| ---------------------------------------- | -------- | ---------------- | --------- | ------- |
| Les données manquantes sont à compléter. |          |                  |           |         |
| mars 2001                                | En cours | Patrick Maillard |           |         |

## Équipements et services publics

### Santé
- La commune est le siège du nouveau centre hospitalier de Marne-la-Vallée, à la suite de la fermeture de l'hôpital de Lagny.

## Population et société

### Démographie
L'évolution du nombre d'habitants est connue à travers les recensements de la population effectués dans la commune depuis 1793. Pour les communes de moins de 10 000 habitants, une enquête de recensement portant sur toute la population est réalisée tous les cinq ans, les populations de référence des années intermédiaires étant quant à elles estimées par interpolation ou extrapolation. Pour la commune, le premier recensement exhaustif entrant dans le cadre du nouveau dispositif a été réalisé en 2005.

En 2022, la commune comptait 639 habitants, en évolution de −4,91 % par rapport à 2016 (Seine-et-Marne : +3,92 %, France hors Mayotte : +2,11 %).
| 1793 | 1800 | 1806 | 1821 | 1831 | 1836 | 1841 | 1846 | 1851 |
| ---- | ---- | ---- | ---- | ---- | ---- | ---- | ---- | ---- |
| 509  | 522  | 508  | 515  | 420  | 494  | 531  | 532  | 523  |

| 1856 | 1861 | 1866 | 1872 | 1876 | 1881 | 1886 | 1891 | 1896 |
| ---- | ---- | ---- | ---- | ---- | ---- | ---- | ---- | ---- |
| 574  | 544  | 507  | 483  | 487  | 452  | 487  | 480  | 506  |

| 1901 | 1906 | 1911 | 1921 | 1926 | 1931 | 1936 | 1946 | 1954 |
| ---- | ---- | ---- | ---- | ---- | ---- | ---- | ---- | ---- |
| 522  | 482  | 490  | 394  | 434  | 380  | 347  | 353  | 369  |

| 1962 | 1968 | 1975 | 1982 | 1990 | 1999 | 2005 | 2006 | 2010 |
| ---- | ---- | ---- | ---- | ---- | ---- | ---- | ---- | ---- |
| 416  | 398  | 497  | 516  | 529  | 530  | 645  | 640  | 629  |

| 2015 | 2020 | 2022 | - | - | - | - | - | - |
| ---- | ---- | ---- | - | - | - | - | - | - |
| 670  | 640  | 639  | - | - | - | - | - | - |

## Économie

### Revenus de la population et fiscalité
En 2019, le nombre de ménages fiscaux de la commune était de 230, représentant 621 personnes et la  médiane du revenu disponible par unité de consommation  de 26 510 euros.

### Emploi
En 2018, le nombre total d’emplois dans la zone était de 2 175, occupant 303 actifs  résidants (dont 14,2 % dans la commune de résidence et 85,8 % dans une commune autre que la commune de résidence).
Le taux d'activité de la population (actifs ayant un emploi) âgée de 15 à 64 ans s'élevait à 70,9 % contre un taux de chômage de 5,5 %.
Les 23,6 % d’inactifs se répartissent de la façon suivante : 13,2 % d’étudiants et stagiaires non rémunérés, 6 % de retraités ou préretraités et 4,5 % pour les autres inactifs.

### Secteurs d'activité

#### Entreprises et commerces
Au 31 décembre 2019, le nombre d’unités légales (activités marchandes hors agriculture) par secteur d'activité était de 115 dont 10 dans l’industrie manufacturière, industries extractives et autres, 19 dans la construction, 25 dans le commerce de gros et de détail, transports, hébergement et restauration, 3 dans l’Information et communication, 2 dans les activités financières et d'assurance, 6 dans les activités immobilières, 16 dans les activités spécialisées, scientifiques et techniques et activités de services administratifs et de soutien, 27 dans l’administration publique, enseignement, santé humaine et action sociale et 7 étaient relatifs aux autres activités de services.
En 2021, 18 entreprises ont été créées sur le territoire de la commune, dont 13 individuelles.
Au 1er janvier 2022, la commune disposait de 31 chambres d’hôtels dans un établissement et ne possédait aucun terrain de  camping.

## Culture locale et patrimoine

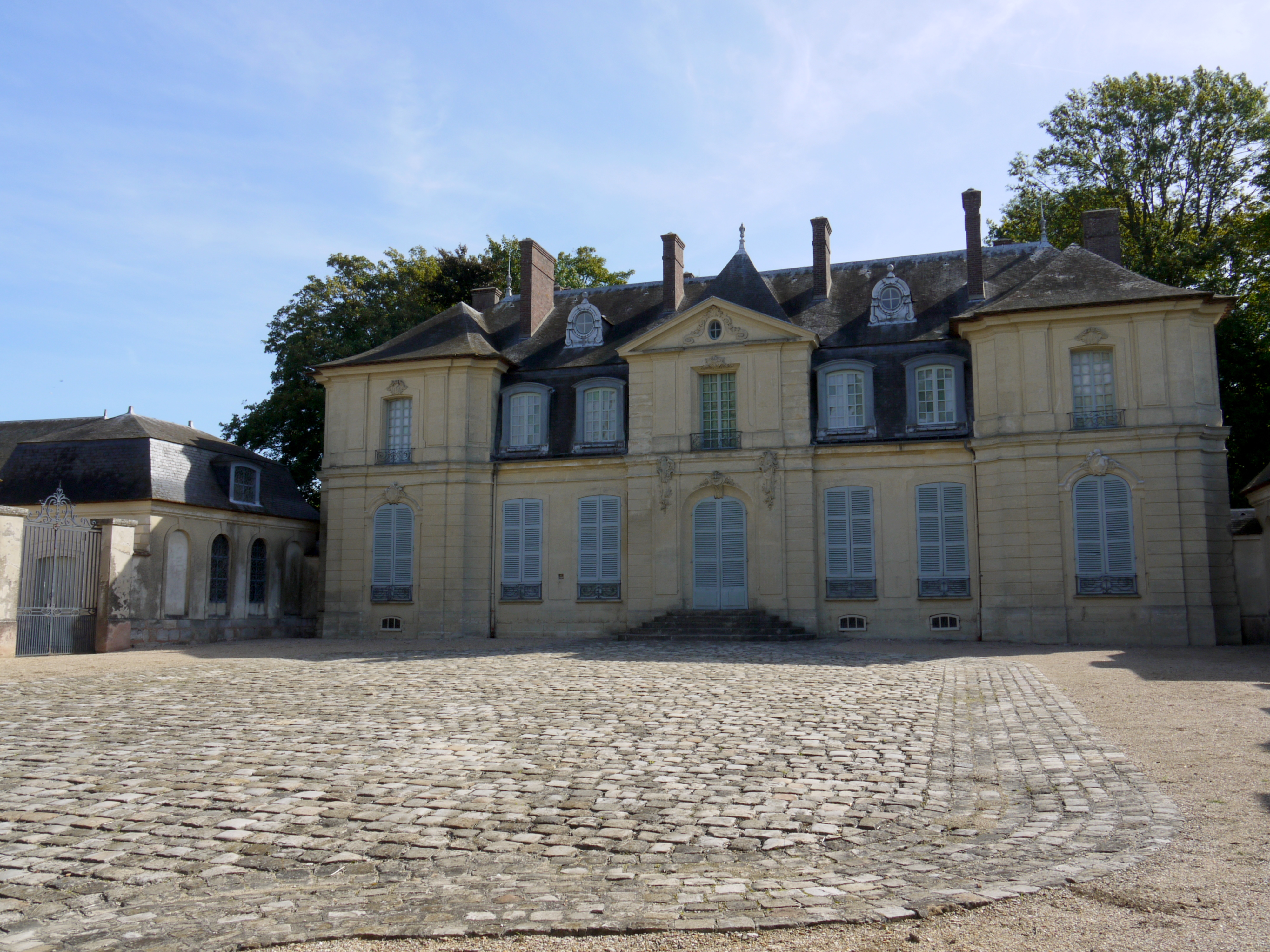
Le château de Jossigny.

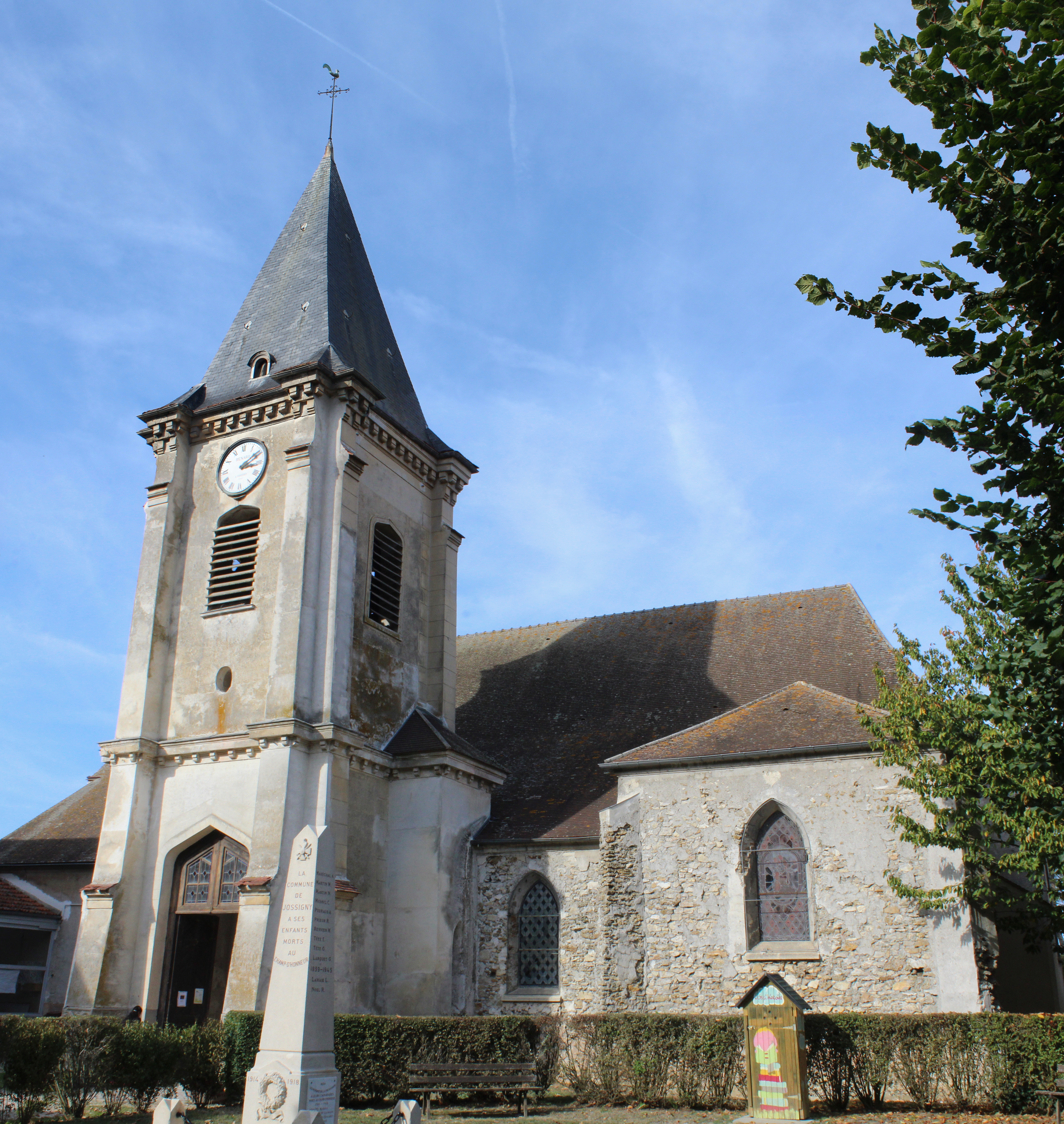
Fichier:Jossigny - Cloche de l'église Sainte-Geneviève.oggL'église Sainte-Geneviève et enrigistrement du son de sa cloche sonnant la demie.

### Monuments et lieux remarquables
La commune compte trois monuments répertoriés à l'inventaire des monuments historiques (Base Mérimée) :
- Château de Jossigny : d'époque Louis XV à toit en forme de toit de pagode, son parc est resté intact, mais le mobilier d'origine a été cambriolé à la fin du XXe siècle. Il fait face au château jumeau inachevé du Génitois, désormais englobé dans la ville nouvelle de Bussy-Saint-Georges,  Inscrit MH[55] ;
- Jardin d'agrément dit parc du château de Jossigny ,  Inscrit MH[56] ;
- Site patrimonial remarquable,  Inscrit MH[57].

La commune compte également 77 mobiliers classés répartis dans le Château de Jossigny et dans l'église Sainte-Geneviève.

### Autres lieux et monuments
- Église Sainte-Geneviève de Jossigny, construite au XIIIe siècle et plusieurs fois restaurée[59].